# Distrito electoral de Eastern (condado de Pierce, Nebraska)
Eastern (en inglés: Eastern Precinct) es un distrito electoral ubicado en el condado de Pierce en el estado estadounidense de Nebraska. En el Censo de 2010 tenía una población de 229 habitantes y una densidad poblacional de 2,45 personas por km².

## Geografía
Eastern se encuentra ubicado en las coordenadas 42°24′7″N 97°25′56″O / 42.40194, -97.43222. Según la Oficina del Censo de los Estados Unidos, Eastern tiene una superficie total de 93.29 km², de la cual 93.28 km² corresponden a tierra firme y (0.02%) 0.02 km² es agua.

## Demografía
Según el censo de 2010, había 229 personas residiendo en Eastern. La densidad de población era de 2,45 hab./km². De los 229 habitantes, Eastern estaba compuesto por el 96.94% blancos, el 0.44% eran amerindios, el 1.31% eran asiáticos, el 0.44% eran de otras razas y el 0.87% pertenecían a dos o más razas.